# Sideritis
Sideritis L. 1753, nota in italiano come stregonia o siderite, è un genere di piante spermatofite dicotiledoni appartenenti alla famiglia delle Lamiaceae, dall'aspetto di piccole erbacee annuali o perenni dai tipici fiori labiati.

## Etimologia
Il nome del genere deriva dal greco antico σίδηρος?, sídēros, "ferro" e indica una pianta utilizzata per sanare le ferite causate dalle armi di ferro. Il primo botanico a riprendere questo nome in tempi moderni fu Joseph Pitton de Tournefort (Aix-en-Provence, 5 giugno 1656 – Parigi, 28 dicembre 1708).
La nomenclatura scientifica di questo genere è stata proposta da Linneo (Rashult, 23 maggio 1707 –Uppsala, 10 gennaio 1778), biologo e scrittore svedese, considerato il padre della moderna classificazione scientifica degli organismi viventi, nella pubblicazione Species Plantarum - 2: 574 del 1753..

## Descrizione

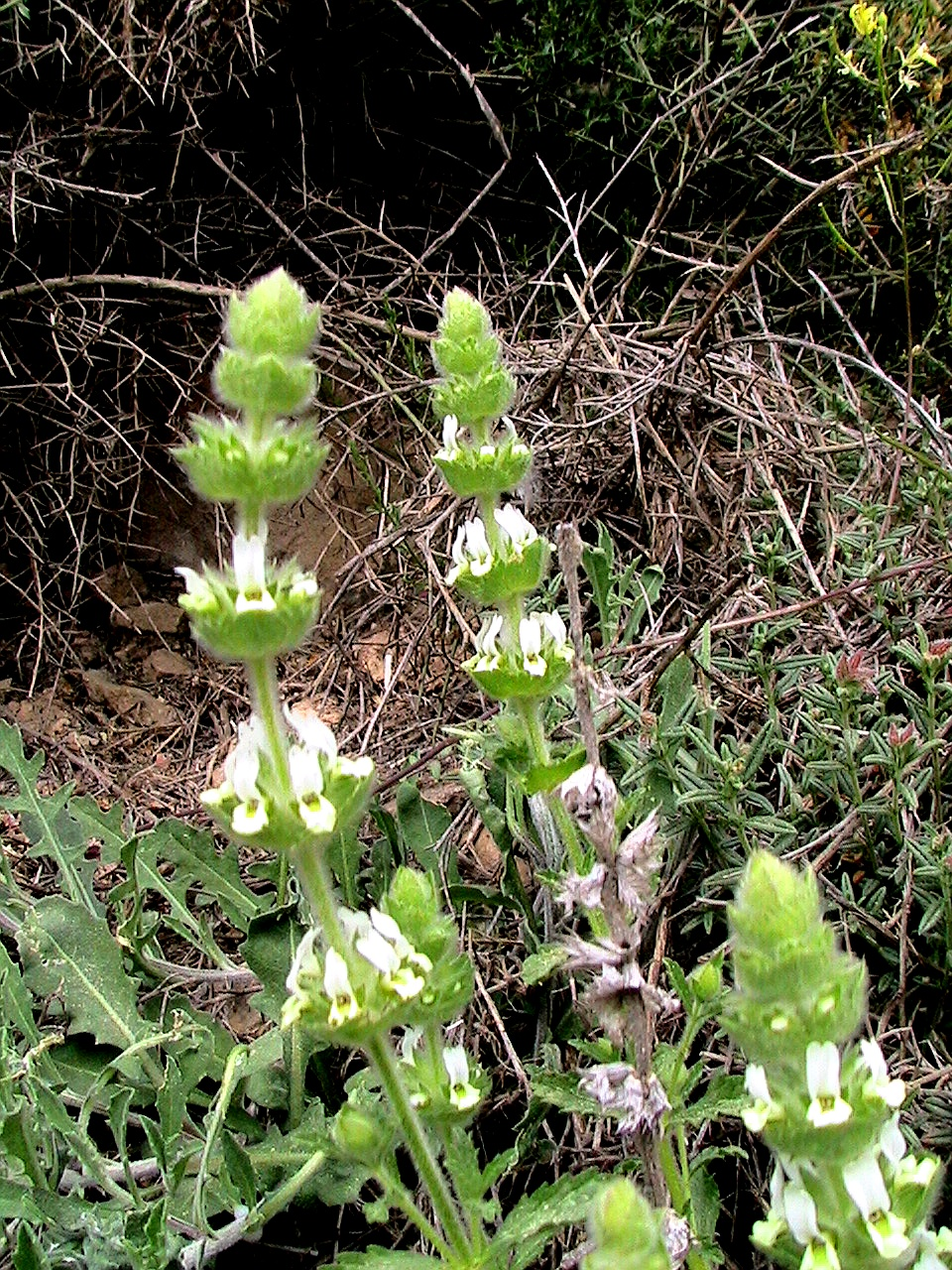
Il portamento
Sideritis hirsuta

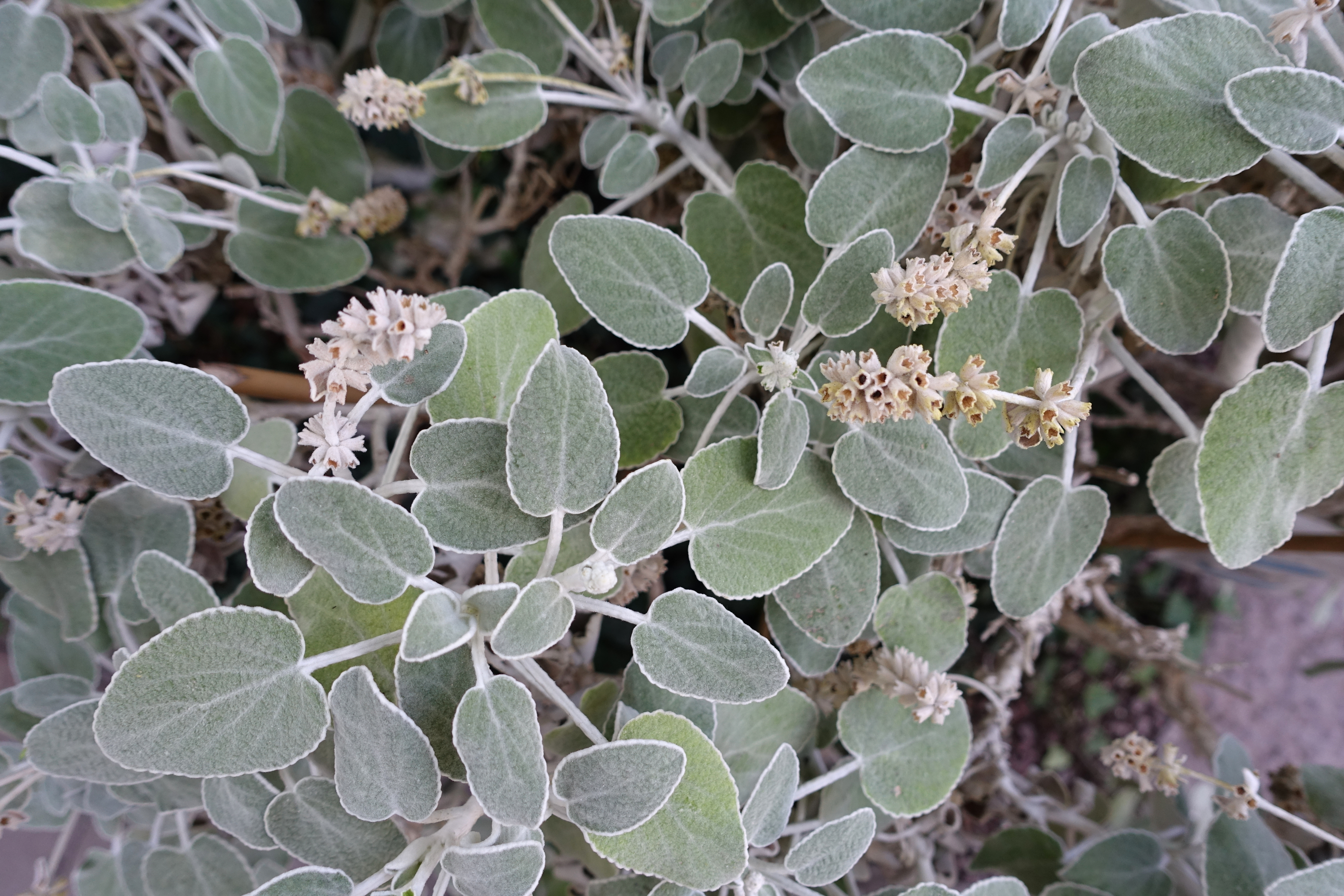
Le foglie
Sideritis cretica

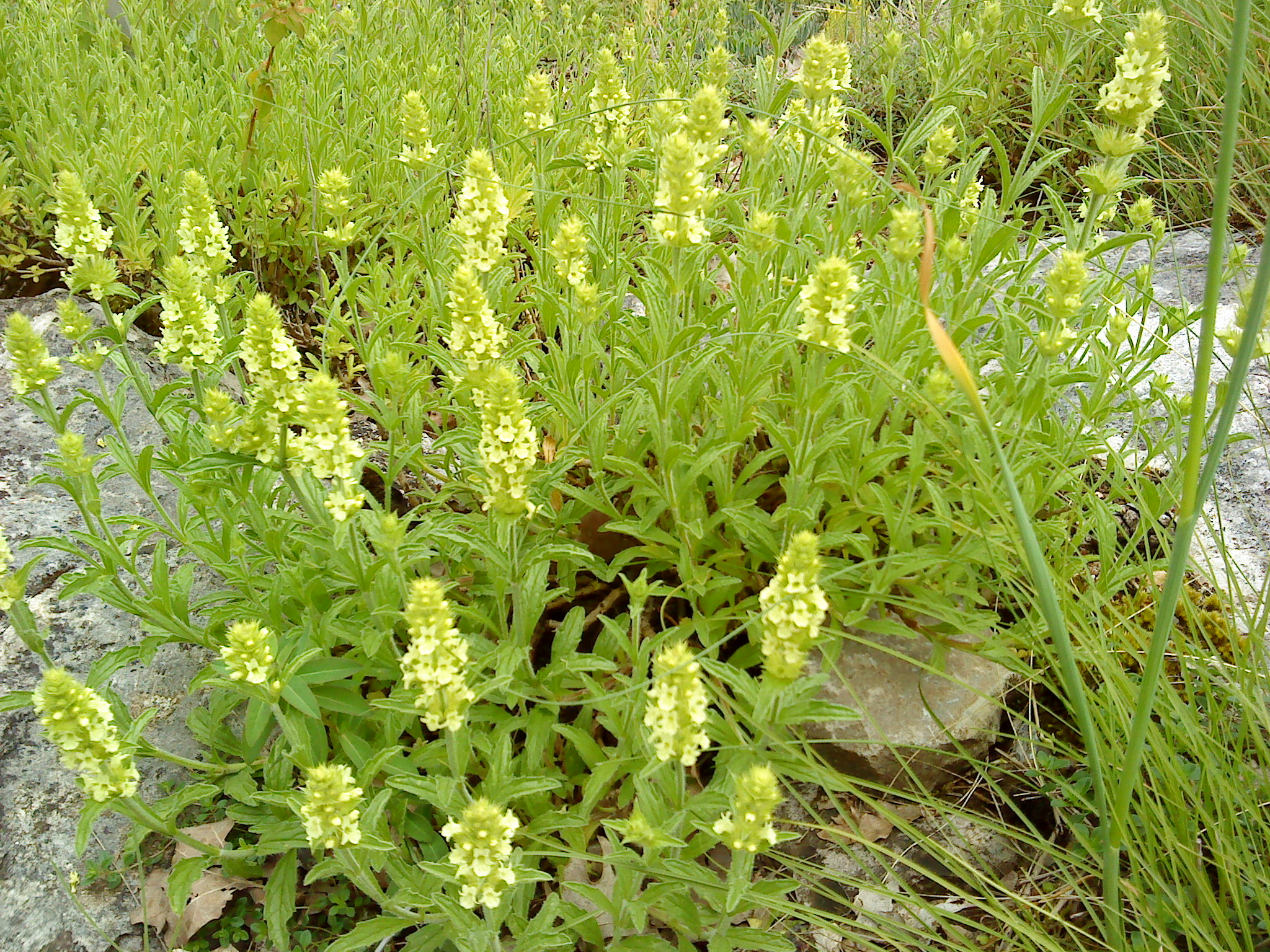
Infiorescenza
Sideritis montana

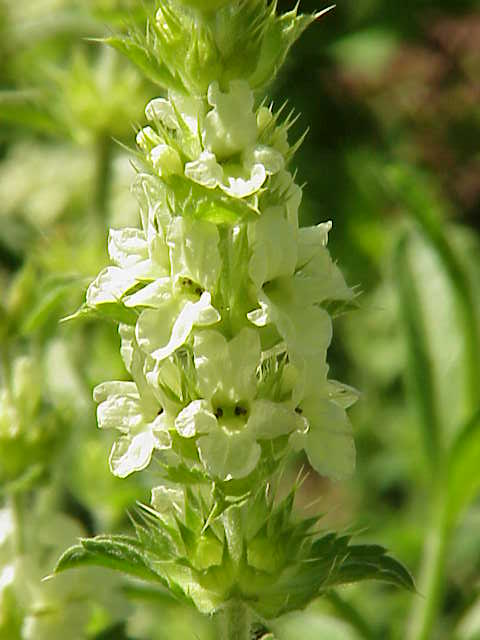
I fiori
Sideritis hyssopifolia

L'altezza di queste piante supera di poco il mezzo metro (almeno per le specie presenti nella flora spontanea italiana). La forma biologica per le specie perenni è camefita suffruticosa (Ch suffr), sono piante perenni e legnose alla base, con gemme svernanti poste ad un'altezza dal suolo tra i 2 ed i 30 cm (le porzioni erbacee seccano annualmente e rimangono in vita soltanto le parti legnose), ma anche, per le specie annuali, terofita scaposa (T scap), ossia in generale sono piante erbacee che differiscono dalle altre forme biologiche poiché, essendo annuali, superano la stagione avversa sotto forma di seme e sono munite di asse fiorale eretto e spesso privo di foglie. L'abito è più o meno lanoso o mollemente peloso per peli semplici o ramificati. Normalmente sono piante aromatiche

### Radici
Le radici in genere sono secondarie da rizoma.

### Fusto
La parte aerea del fusto è legnosa e ascendente con superficie più o meno pelosa. La sezione del fusto è quadrangolare a causa della presenza di fasci di collenchima posti nei quattro vertici, mentre le quattro facce sono concave.

### Foglie
Le foglie lungo il fusto sono disposte in modo opposto a due a due. Ogni verticillo è alterno a quello precedente. Le foglie sono picciolate o sessili con forme da lineari-spatolate a oblanceolate o anche da ovali-oblunghe a obovate-cuneiformi o semplicemente lanceolate. La superficie in genere è da villoso-tomentosa a villoso-irsuta, anche con peli ghiandolari. I bordi sono interi oppure con alcuni denti per lato. 

### Infiorescenza
L'infiorescenza è portata in vari verticilli (da 6 a 12 o più) di tipo tirsoide o racemoso disposti in posizione ascellare e sovrapposti lungo il fusto. Ogni verticillo è composto da più fiori (circa 6) disposti circolarmente e poggianti su due grandi brattee (le brattee sono differenti dalle foglie) lievemente staccate dall'infiorescenza vera e propria. Le brattee del verticillo seguente sono disposte in modo alternato; i verticilli possono essere distanziati o ravvicinati. Le brattee hanno delle forme più o meno simili alle foglie con denti acuti aristati e bordi irti di spine. Le bratteole quasi mai sono presenti. 

### Fiori
I fiori sono ermafroditi, zigomorfi (a volte il calice è più o meno attinomorfo), tetraciclici (con i quattro verticilli fondamentali delle Angiosperme: calice– corolla – androceo – gineceo) e pentameri (calice e corolla sono formati da cinque elementi).
- Formula fiorale. Per questa specie la formula fiorale della famiglia è la seguente:

X, K (5), [C (2+3), A 2+2], G (2), supero, drupa, 4 nucole
- Calice: i cinque sepali del calice sono concresciuti (calice gamosepalo) in una forma cilindrica o conica. Il calice termina con dei denti triangolari spesso spinosi più o meno uguali (calice attinomorfo) oppure ineuguali in quanto quelli superiori formano quasi un labbro (struttura 1/4 e quindi simmetria più o meno zigomorfa). La superficie del calice è ricoperta da peli patenti ed è percorsa da 5 - 10 nervature longitudinali; la gola spesso è barbata internamente. Il calice è persistente.
- Corolla: i cinque petali sono quasi completamente fusi (corolla gamopetala) in un'unica corolla pubescente formata da un tubo obliquo, completamente rinchiuso nel calice e terminante da due evidenti labbra molto sviluppate derivate da 4 - 5 lobi (la struttura è 1/3 o 2/3). Il labbro superiore è piatto, bilobo o bifido e ben sviluppato, in questo modo protegge gli organi di riproduzione dalle intemperie e dal sole. Il labello (il labbro inferiore) è anch'esso ben sviluppato e piegato verso il basso per fare da base di “atterraggio” agli insetti pronubi; è inoltre trilobo. Le fauci internamente sono circondate da un anello di peli (caratteristica comune a molte "labiate" che ha lo scopo di impedire l'accesso ad insetti più piccoli e non adatti all'impollinazione). Il colore della corolla varia da bianco a giallo, qualche volta è anche porpora.
- Androceo: l'androceo possiede quattro stami didinami generalmente corti (quelli anteriori sono più lunghi) tutti fertili e completamente inclusi nella corolla e posizionati sotto il labbro superiore. I filamenti sono adnati alla corolla. Le antere sono ravvicinate a coppie e sono biloculari; quelle degli stami superiori hanno logge opposte. Le teche sono più o meno distinte e confluenti; la deiscenza è logitudinale. I granuli pollinici sono del tipo tricolpato o esacolpato. Il nettario a forma di disco è ricco di sostanze zuccherine.
- Gineceo: l'ovario, profondamente quadri-lobato, è supero formato da due carpelli saldati (ovario bicarpellare) ed è 4-loculare per la presenza di falsi setti. La placentazione è assile. Gli ovuli sono 4 (uno per ogni presunto loculo), hanno un tegumento e sono tenuinucellati (con la nocella, stadio primordiale dell'ovulo, ridotta a poche cellule).[12] Lo stilo inserito alla base dell'ovario (stilo ginobasico) è del tipo filiforme ed è incluso nella corolla. Lo stigma è bifido con lobi ineguali (uno è cilindrico e l'altro è allargato e abbraccia la base del primo).

### Frutti
Il frutto è una nucula acheniforme (schizocarpo); più precisamente è una drupa (ossia una noce) con quattro semi (uno per ovulo derivato dai due carpelli divisi a metà). Questo frutto nel caso delle Lamiaceae viene chiamato “clausa”. Le quattro parti in cui si divide il frutto principale, sono ancora dei frutti (parziali) ma monospermici (un solo seme) e privi di endosperma. La forma è trigona, cuneato-obovata, arrotondata all'apice con superficie liscia e glabra. I frutti si trovano all'interno del calice che può essere persistente.

## Riproduzione
- Impollinazione: l'impollinazione avviene tramite insetti (impollinazione entomogama): ditteri, imenotteri e più raramente lepidotteri.[13][14]
- Riproduzione: la fecondazione avviene fondamentalmente tramite l'impollinazione dei fiori (vedi sopra).
- Dispersione: i semi cadendo a terra (dopo essere stati trasportati per alcuni metri dal vento – disseminazione anemocora) sono successivamente dispersi soprattutto da insetti tipo formiche (disseminazione mirmecoria).[15] Per questo scopo i semi hanno una appendice oleosa (elaisomi, sostanze ricche di grassi, proteine e zuccheri) che attrae le formiche durante i loro spostamenti alla ricerca di cibo.[16]

## Distribuzione e habitat
Il genere Sideritis comprende più di 150 specie distribuite dalla Macaronesia alla Cina attraverso il Mediterraneo (distribuzione principale), la Russia e il Tibet, cinque delle quali vivono spontaneamente in Italia.
Delle cinque specie spontanee della flora italiana, quattro vivono sull'arco alpino. La tabella seguente mette in evidenza alcuni dati relativi all'habitat, al substrato e alla distribuzione delle specie alpine.
| Specie | Comunità vegetali | Piani vegetazionali | Substrato  | pH     | Livello trofico | H2O   | Ambiente | Zona alpina     |
| --- | ----------------- | ------------------- | ---------- | ------ | --------------- | ----- | -------- | --------------- |
| Sideritis hirsuta | 12                | collinare           | Ca - Ca/Si | neutro | medio           | arido | C2 F2 G3 | Alpi Liguri (?) |
| Sideritis hyssopifolia | 9                 | subalpino montano   | Ca         | basico | basso           | secco | F2       | CN              |
| Sideritis montana | 4                 | collinare           | Ca - Si    | neutro | alto            | arido | F1 F2    | TO CO SO        |
| Sideritis romana | 4                 | collinare           | Ca - Si    | neutro | medio           | arido | F1 F2    | IM              |
| Legenda e note alla tabella. Substrato con “Ca/Si” si intendono rocce di carattere intermedio (calcari silicei e simili); vengono prese in considerazione solo le zone alpine del territorio italiano (sono indicate le sigle delle province). Comunità vegetali: 9 = comunità a emicriptofite e camefite delle praterie rase magre secche; 12 = comunità delle lande di arbusti nani e delle torbiere. Ambienti: C2 = rupi, muri e ripari sotto roccia; F1 = praterie rase xerofile mediterranee; F2 = praterie rase, prati e pascoli dal piano collinare al subalpino; G3 = macchie basse. |                   |                     |            |        |                 |       |          |                 |

## Tassonomia
La famiglia di appartenenza della specie (Lamiaceae), molto numerosa con circa 250 generi e quasi 7000 specie, ha il principale centro di differenziazione nel bacino del Mediterraneo e sono piante per lo più xerofile (in Brasile sono presenti anche specie arboree). Per la presenza di sostanze aromatiche, molte specie di questa famiglia sono usate in cucina come condimento, in profumeria, liquoreria e farmacia. Nell'ambito della famiglia il genere Sideritis è descritto all'interno della tribù Stachydeae Dumort., 1827 (sottofamiglia Lamioideae Harley, 2003). Nelle classificazioni meno recenti la famiglia Lamiaceae viene chiamata Labiatae.

### Filogenesi
Sideritis è suddiviso in sottogeneri e sezioni:
- subg. Sideritis - Distribuzione: dal Mediterraneo alla Cina.
  - sect. Sideritis - Ciclo biologico: perenne.
  - sect. Empedoclea - Ciclo biologico: perenne.
  - sect. Hesiodia - Ciclo biologico: annuale.
  - sect. Burgsdorfia - Ciclo biologico: annuale.
- subg. Marrubiastrum Mendoza-Heuer, 1977 - Distribuzione: endemico della Macaronesia.

Secondo le ultime ricerche filogenetiche il genere Sideritis non è monofiletico. Spesso forma dei caldi con le specie del genere Stachys (anche questo non monofiletico). Mentre formano dei gruppi monofiletici ben supportati il sottogenere Marrabiastrum e le due sezioni perenni del sottogenere Sideritis; viceversa le sezioni annuali sono parafiletiche. Da un punto di vista morfologico si riscontra un netto aumento del carattere legnoso tra le specie macaronesiche relative ai loro congeneri continentali. Questo potrebbe dimostrare la natura secondaria della legnosità nelle piante dell'areale della Macaronesia.
Per le specie di questo genere sono indicati i seguenti numeri cromosomici: 2n = 20, 22, 24, 26, 28, 30, 32, 34, 36, 38, 40, 42, 44, 46, 50 e 56.

### Specie spontanee della flora italiana
Per meglio comprendere ed individuare le varie specie del genere (solamente per le specie spontanee della flora italiana) l'elenco che segue utilizza in parte il sistema delle chiavi analitiche.
- - Gruppo 1A: le piante hanno un portamento suffruticoso con base legnosa;
    - Gruppo 2A: le brattee dell'infiorescenza sono dentate sui bordi;
      - Sideritis hirsuta L. - Stregonia ligure: il tubo del calice ha una forma cilindrica ed è ricoperto da peli patenti; la corolla è bicolore (labbro superiore bianco, quello inferire giallo). L'altezza della pianta varia da 20 a 50 cm; il ciclo biologico è perenne; la forma biologica è camefita suffruticosa (Ch suffr); il tipo corologico è Ovest Mediterraneo; l'habitat tipico sono i pascoli sassosi; sul territorio italiano è una pianta rara e si trova in Liguria fino ad una altitudine di 800 m s.l.m..
      - Sideritis hyssopifolia L. - Stregonia alpina: il tubo del calice ha una forma conica ed è ricoperto da peli appressati; la corolla è colorata intensamente di giallo. L'altezza della pianta varia da 10 a 40 cm; il ciclo biologico è perenne; la forma biologica è camefita suffruticosa (Ch suffr); il tipo corologico è Orofita - Nord Ovest Mediterraneo; l'habitat tipico sono le rupi e i pendii pietrosi; sul territorio italiano è una pianta rara e si trova nelle Alpi Occidentali fino ad una altitudine compresa tra 600 e 1500 m s.l.m..

    - Gruppo 2B:  le brattee dell'infiorescenza sono intere sui bordi;
      - Sideritis italica L.  (S. syriaca in Pignatti) - Stregonia siciliana: l'altezza della pianta varia da 20 a 60 cm; il ciclo biologico è perenne; la forma biologica è camefita suffruticosa (Ch suffr); il tipo corologico è Europeo-Mediterraneo / Turanico; l'habitat tipico sono le garighe, i prati aridi; sul territorio italiano è una pianta comune e si trova al Centro e al Sud (Sicilia compresa) fino ad una altitudine compresa tra 1500 e 1950 m s.l.m..

  - Gruppo 1B: il ciclo biologico delle piante è annuo;
    -       - Sideritis romana L. - Stregonia comune: il calice è bilabiato (il labbro superiore è formato da un dente, quello inferiore da 4 denti). L'altezza della pianta varia da 5 a 25 cm; il ciclo biologico è perenne; la forma biologica è terofita scaposa (T scap); il tipo corologico è Steno Mediterraneo; l'habitat tipico sono i prati e i pascoli aridi, le garighe e le macchie; sul territorio italiano è una pianta comune e si trova ovunque fino ad una altitudine di 1900 m s.l.m..
      - Sideritis montana L. - Stregonia montana: il calice è più o meno attinomorfo con 5 denti (3 rivolti verso l'alto e 2 verso il basso). L'altezza della pianta varia da 5 a 25 cm; il ciclo biologico è perenne; la forma biologica è terofita scaposa (T scap); il tipo corologico è Mediterraneo / Turanico; l'habitat tipico sono i prati aridi; sul territorio italiano è una pianta comune e si trova al Nord e al Centro fino ad una altitudine di 1000 m s.l.m..

### Ibridi
La diffusa poliploidia (vedi i numeri cromosomici del paragrafo "Filogenesi") e alcuni comprovati casi di potenziale introgressione citoplasmatica, suggeriscono che l'ibridazione può essere stata importante nell'evoluzione di Sideritis in Macaronesia e anche altrove. L'elenco seguente mostra gli ibridi riconosciuti come validi per questo genere:
- Sideritis × accidentalis Sánchez-Gómez & R.Morales, 2000
- Sideritis × alcarazii D.Rivera, Obón & De la Torre, 1990
- Sideritis × alfraedi Mateo & Pisco, 2011
- Sideritis × angustifolia Lag.	, 1816
- Sideritis × antonii-josephii Font Quer & Rivas Goday, 1947
- Sideritis × aragonensis Sennen & Pau, 1910
- Sideritis × arizagana Font Quer, 1924
- Sideritis × baluei Font Quer, 1921
- Sideritis × bornmuelleri Negrín & P.Pérez, 1992
- Sideritis × cadevallii Font Quer, 1920
- Sideritis × carrissoana Font Quer, 1926
- Sideritis × difficilis Font Quer, 1921
- Sideritis × fernandezii Negrin & P.Pérez, 1992
- Sideritis × gaditana Rouy, 1902
- Sideritis × garrigae Font Quer, 1924
- Sideritis × ginesii Socorro, L.Cano & Espinar, 1990
- Sideritis × grossii Font Quer, 1924
- Sideritis × guaxarae P.Pérez & Négrin, 1992
- Sideritis × iberica Sennen ex Font Quer, 1921
- Sideritis × kerguelenii D.Rivera, Obón & De la Torre, 1990
- Sideritis × lainzii Obón & D.Rivera, 1996
- Sideritis × liantei Obón & D.Rivera, 1996
- Sideritis × linearifolia Lam., 1786
- Sideritis × llenasii Font Quer, 1920
- Sideritis × loscosiana Font Quer, 1920
- Sideritis × marcelii Elias & Sennen, 1911
- Sideritis × masferreri Font Quer, 1924
- Sideritis × montserratii D.Rivera & Obón, 1990
- Sideritis × paradoxa Font Quer, 1920
- Sideritis × paui Font Quer, 1921
- Sideritis × petriludovici Obón & D.Rivera, 1996
- Sideritis × puiggariana Font Quer, 1924
- Sideritis × rodriguezii Borja ex D.Rivera & Obón, 1988
- Sideritis × sagredoi Socorro, Molero Mesa, Casares Porcel & Pérez Raya, 1981
- Sideritis × sanmiguelii Font Quer, 1924
- Sideritis × valentina Sennen & Pau, 1911
- Sideritis × varoi Socorro & García-Gran., 1981
- Sideritis × velezana Pallarés, 1990

### Sinonimi
L'entità di questa voce ha avuto nel tempo diverse nomenclature. L'elenco seguente indica alcuni tra i sinonimi più frequenti:
- Burgsdorfia Moench
- Cunila  Mill.
- Empedoclia  Raf.
- Fracastora  Adans.
- Hesiodia  Moench
- Leria  Adans.
- Leucophae  Webb & Berthel.
- Marrubiastrum  Tourn. ex Moench
- Navicularia  Heist. ex Fabr.

### Generi simili
Un genere simile a quello di questa voce è Marrubium L.. Si distingue per le brattee dei verticillastri dell'infiorescenza molto simili alle foglie cauline e per la presenza di brevi bratteole lenisiformi alla base dei calici.

## Usi
Secondo la medicina popolare queste piante hanno delle proprietà febbrifughe, anti-isteriche, toniche e stimolanti.

Da alcune specie, come la Sideritis romana, dalla foglie essiccate è possibile ricavare una bevanda simile al tè. Raramente, attualmente, le piante di questo genere sono usate nel giardinaggio.